# Coppa dei Campioni 1987-1988 (pallamano maschile)
La Coppa dei Campioni 1987-1988 è stata la 28ª edizione del massimo torneo europeo di pallamano riservato alle squadre di club. È stata organizzata dall'International Handball Federation, la federazione internazionale di pallamano. La competizione è iniziata ad ottobre 1987 si è conclusa il 23 maggio 1988.
Il torneo è stato vinto dalla compagine sovietica del CSKA Mosca per la 1ª volta nella sua storia.

## Risultati

### Primo turno
| Squadra 1          | Squadra 2               | Andata                            | Ritorno                   | Totale  |
| ------------------ | ----------------------- | --------------------------------- | ------------------------- | ------- |
| KC Veszprém        | Maccabi Rishon Le Zion  | Veszprém                          | Rishon LeZion             | 55 - 51 |
| KC Veszprém        | Maccabi Rishon Le Zion  | 32 - 24                           | 23 - 27                   | 55 - 51 |
| Vikingur Reykjavík | Handball Club Liverpool | Reykjavík, 2 ottobre 1987         | Reykjavík, 4 ottobre 1987 | 67 - 22 |
| Vikingur Reykjavík | Handball Club Liverpool | 29 - 13                           | 38 - 9                    | 67 - 22 |
| Stavanger IF       | KIF Kolding             | Stavanger                         | Kolding                   | 33 - 50 |
| Stavanger IF       | KIF Kolding             | 16 - 25                           | 17 - 25                   | 33 - 50 |
| Ortigia Siracusa   | Bankasi Ankara          |                                   | Ankara, 11 ottobre 1987   | 19 - 28 |
| Ortigia Siracusa   | Bankasi Ankara          | 19 - 28                           |                           | 19 - 28 |
| ATSE Graz          | HC Dukla Praga          | Graz, 27 settembre 1987           | Praga, 4 ottobre 1987     | 28 - 54 |
| ATSE Graz          | HC Dukla Praga          | 15 - 29                           | 13 - 25                   | 28 - 54 |
| ZMC Amicitia       | ABC Braga               | Zurigo, 26 settembre 1987         | Braga                     | 42 - 36 |
| ZMC Amicitia       | ABC Braga               | 26 - 14                           | 16 - 22                   | 42 - 36 |
| IKN Larnacas       | Ionikos Atene           | -                                 | -                         | n.d.    |
| IKN Larnacas       | Ionikos Atene           | n.d.                              | n.d.                      | n.d.    |
| HV Sittardia       | Sporting Neerpelt       | Sittard, 26 settembre 1987        | Neerpelt                  | 29 - 38 |
| HV Sittardia       | Sporting Neerpelt       | 19 - 20                           | 10 - 18                   | 29 - 38 |
| USM Gagny          | Bidasoa Irun            | Gagny, 4 ottobre 1987             | Irun, 10 ottobre 1987     | 35 - 40 |
| USM Gagny          | Bidasoa Irun            | 21 - 21                           | 14 - 19                   | 35 - 40 |
| Redbergslids IK    | BK-46 Karis             | Göteborg, 3 ottobre 1987          | Karis                     | 62 - 42 |
| Redbergslids IK    | BK-46 Karis             | 30 - 21                           | 32 - 21                   | 62 - 42 |
| CSASteaua Bucarest | CSKA Sofia              | Bucarest, 26 settembre 1987       | Sofia                     | 48 - 43 |
| CSASteaua Bucarest | CSKA Sofia              | 26 - 22                           | 22 - 21                   | 48 - 43 |
| HB Eschois Fola    | HC Empor Rostock        | Esch-sur-Alzette, 10 ottobre 1987 | Rostock, 17 ottobre 1987  | 22 - 59 |
| HB Eschois Fola    | HC Empor Rostock        | 11 - 29                           | 11 - 30                   | 22 - 59 |

### Ottavi di finale
| Squadra 1          | Squadra 2         | Andata                      | Ritorno                   | Totale  |
| ------------------ | ----------------- | --------------------------- | ------------------------- | ------- |
| CSKA Mosca         | KC Veszprém       | Mosca, 1º novembre 1987     | Veszprém, 8 novembre 1987 | 46 - 36 |
| CSKA Mosca         | KC Veszprém       | 24 - 14                     | 22 - 22                   | 46 - 36 |
| Vikingur Reykjavík | Kolding IF        | Reykjavík, 1º novembre 1987 | Kolding                   | 44 - 37 |
| Vikingur Reykjavík | Kolding IF        | 19 - 16                     | 25 - 21                   | 44 - 37 |
| Bankasi Ankara     | RK Metaloplastika | Ankara, 2 novembre 1987     | Šabac                     | 44 - 65 |
| Bankasi Ankara     | RK Metaloplastika | 25 - 28                     | 19 - 37                   | 44 - 65 |
| ZMC Amicitia       | HC Dukla Praga    | Zurigo, 2 novembre 1987     | Praga                     | 37 - 39 |
| ZMC Amicitia       | HC Dukla Praga    | 21 - 19                     | 16 - 20                   | 37 - 39 |
| Wybrzeze Gdansk    | IKN Larnacas      | Danzica, 7 novembre 1987    |                           | 30 - 15 |
| Wybrzeze Gdansk    | IKN Larnacas      | 30 - 15                     |                           | 30 - 15 |
| Bidasoa Irun       | Sporting Neerpelt | Irun, 1º novembre 1987      | Neerpelt, 8 novembre 1987 | 33 - 31 |
| Bidasoa Irun       | Sporting Neerpelt | 15 - 14                     | 18 - 17                   | 33 - 31 |
| CSASteaua Bucarest | Redbergslids IK   | Bucarest                    | Göteborg                  | 53 - 51 |
| CSASteaua Bucarest | Redbergslids IK   | 28 - 21                     | 25 - 30                   | 53 - 51 |
| HC Empor Rostock   | TUSEM Essen       | Rostock, 2 novembre 1987    | Essen, 9 novembre 1987    | 38 - 40 |
| HC Empor Rostock   | TUSEM Essen       | 22 - 19                     | 16 - 21                   | 38 - 40 |

### Quarti di finale
| Squadra 1          | Squadra 2          | Andata                      | Ritorno                 | Totale  |
| ------------------ | ------------------ | --------------------------- | ----------------------- | ------- |
| Vikingur Reykjavík | CSKA Mosca         | Reykjavík, 23 febbraio 1988 | Mosca, 28 febbraio 1988 | 39 - 49 |
| Vikingur Reykjavík | CSKA Mosca         | 19 - 24                     | 20 - 25                 | 39 - 49 |
| RK Metaloplastika  | HC Dukla Praga     | Šabac                       | Praga                   | 51 - 44 |
| RK Metaloplastika  | HC Dukla Praga     | 25 - 22                     | 26 - 22                 | 51 - 44 |
| Wybrzeze Gdansk    | Bidasoa Irun       | Danzica, 21 febbraio 1988   | Irun                    | 33 - 38 |
| Wybrzeze Gdansk    | Bidasoa Irun       | 19 - 19                     | 14 - 19                 | 33 - 38 |
| TUSEM Essen        | CSASteaua Bucarest | Essen                       | Bucarest                | 40 - 35 |
| TUSEM Essen        | CSASteaua Bucarest | 16 - 11                     | 24 - 24                 | 40 - 35 |

### Semifinali
| Squadra 1         | Squadra 2    | Andata               | Ritorno              | Totale        |
| ----------------- | ------------ | -------------------- | -------------------- | ------------- |
| RK Metaloplastika | CSKA Mosca   | Šabac, 4 aprile 1988 | Mosca                | 40 - 40 (gfc) |
| RK Metaloplastika | CSKA Mosca   | 24 - 24              | 16 - 16              | 40 - 40 (gfc) |
| TUSEM Essen       | Bidasoa Irun | Essen, 4 aprile 1988 | Irun, 10 aprile 1988 | 34 - 26       |
| TUSEM Essen       | Bidasoa Irun | 22 - 7               | 12 - 19              | 34 - 26       |

### Finale
| Squadra 1  | Squadra 2   | Andata                | Ritorno               | Totale        |
| ---------- | ----------- | --------------------- | --------------------- | ------------- |
| CSKA Mosca | TUSEM Essen | Mosca, 16 maggio 1988 | Essen, 23 maggio 1988 | 36 - 36 (gfc) |
| CSKA Mosca | TUSEM Essen | 18 - 15               | 18 - 21               | 36 - 36 (gfc) |

## Campioni
| Vincitore della Coppa dei Campioni 1987-1988 |
| -------------------------------------------- |
| CSKA Mosca 1º titolo                         |